# Junkers D.I
Junkers D.I (tovární značení J 9) byl německý jednomístný celokovový stíhací dolnoplošník používaný krátce na konci první světové války jednotkami Luftstreitkräfte. Jeho konstruktérem byl prof. Hugo Junkers, průkopník stavby celokovových (celoduralových) letadel.

## Historie

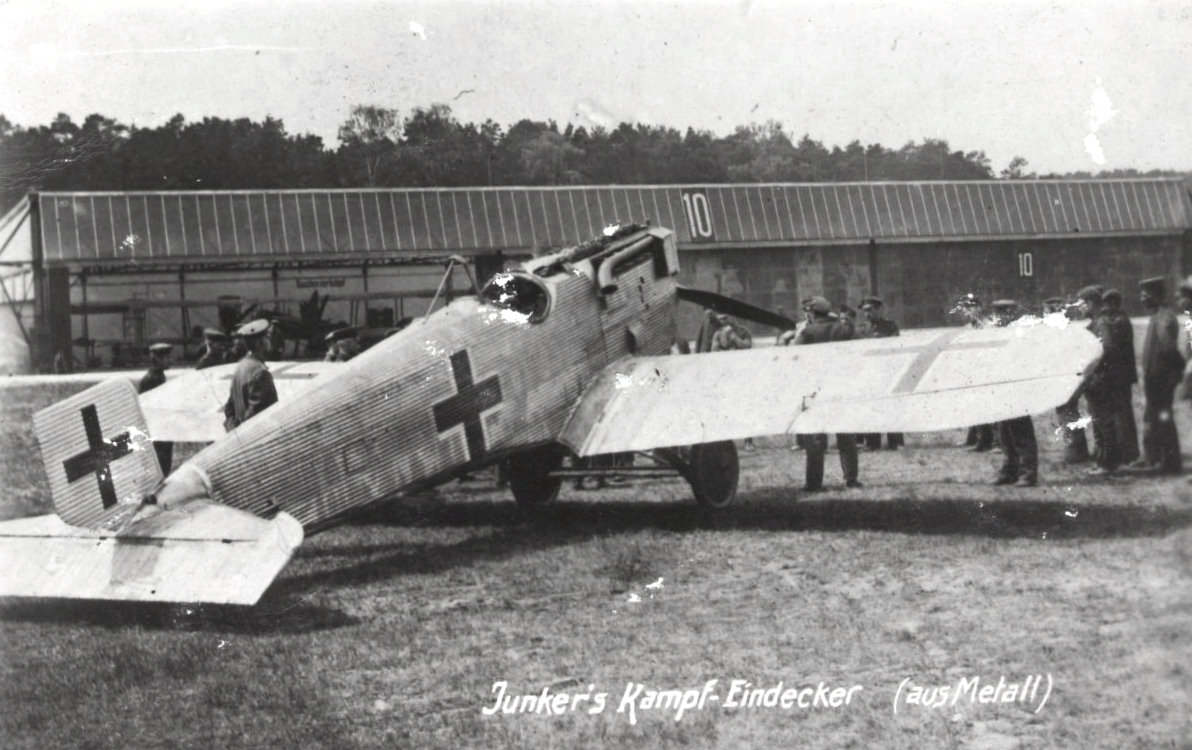
Junkers D.I

Už na jaře 1917 začal Junkers pracovat na novém stíhacím celoduralovém dolnoplošníku J.7 využívajícím technologií vyzkoušených na úspěšném modelu J.4 (vojenské označení Junkers J.I). J.7 se účastnil prvního konkurzu stíhacích letadel v Adlershofu 20. ledna až 12. února 1918. V něm sice neuspěl, ale Idflieg podpořil stavbu dvou prototypů J.9, které z něj vycházely. Jejich stavba začala v únoru 1918, první let absolvovaly v dubnu a již 8. května obdržel Junkers objednávku na 20 kusů J.9 již pod vojenským označením D.I. Junkers vyslal jeden kus vybavený dvěma kulomety LMG 08/15 a překomprimovaným motorem Mercedes D.IIIaü o 132 kW (180 k) do druhého konkurzu stíhacích letadel. V něm sice zvítězil tradičněji řešený Siemens-Schuckert D.IV, ale Idflieg 21. srpna objednal dalších 10 Junkersů.
Třetí soutěže stíhacích letadel v říjnu 1918 se účastnil jeden Junkers D.I s prodlouženým trupem a křídlem. Prodloužení trupu se ale projevilo zhoršenou ovladatelností, a tak byl jeho trup urychleně vrácen do původní, kratší podoby. Před koncem války bylo objednáno ještě 30 strojů. Do bojů Velké války už typ nestačil zasáhnout, ale tvořil výzbroj letecké jednotky Lt. Gotthardta Sachsenberga, která po válce bojovala v pobaltských státech proti bolševikům.

## Specifikace (D.I)

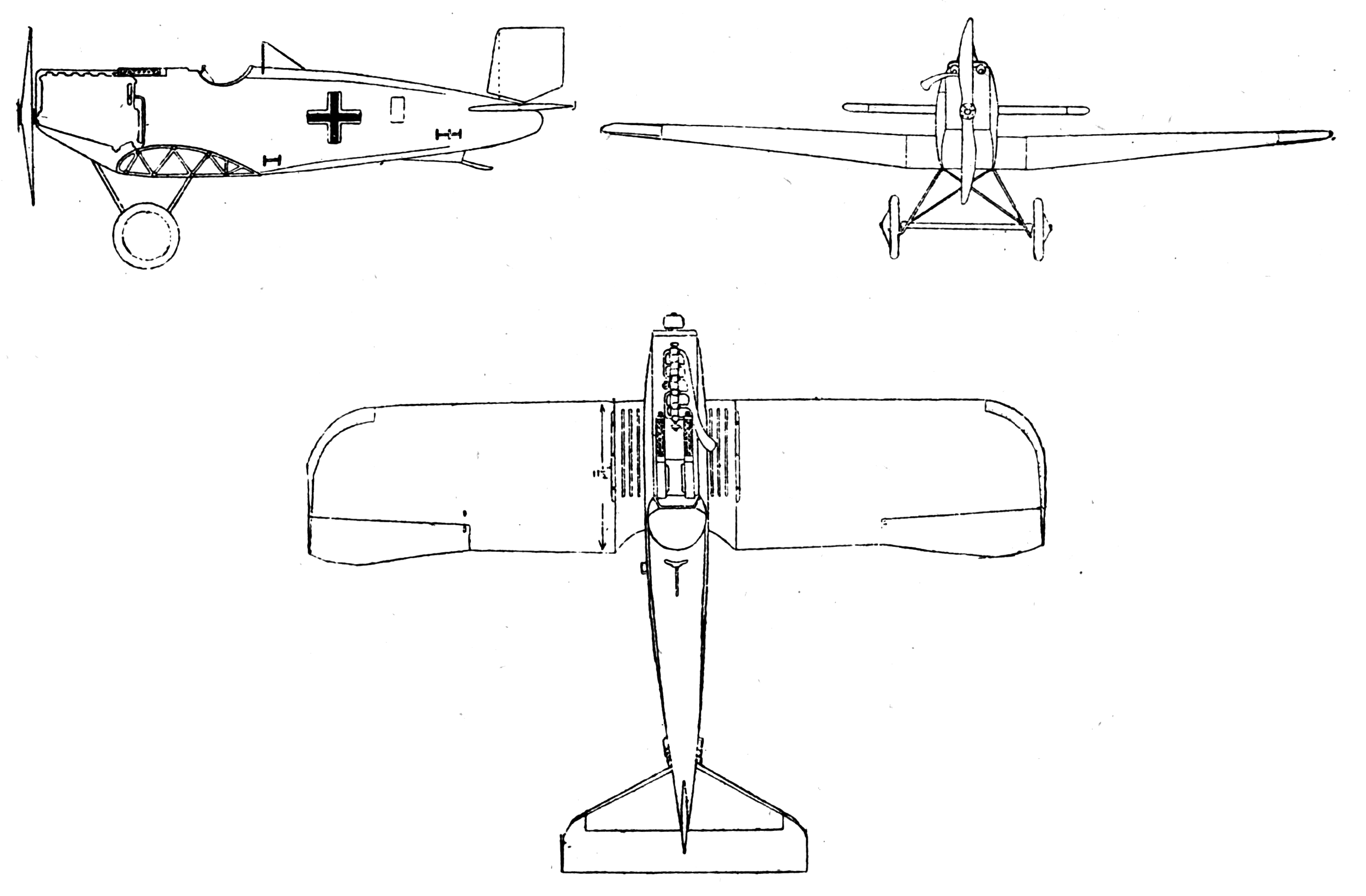
Třípohledový nákres

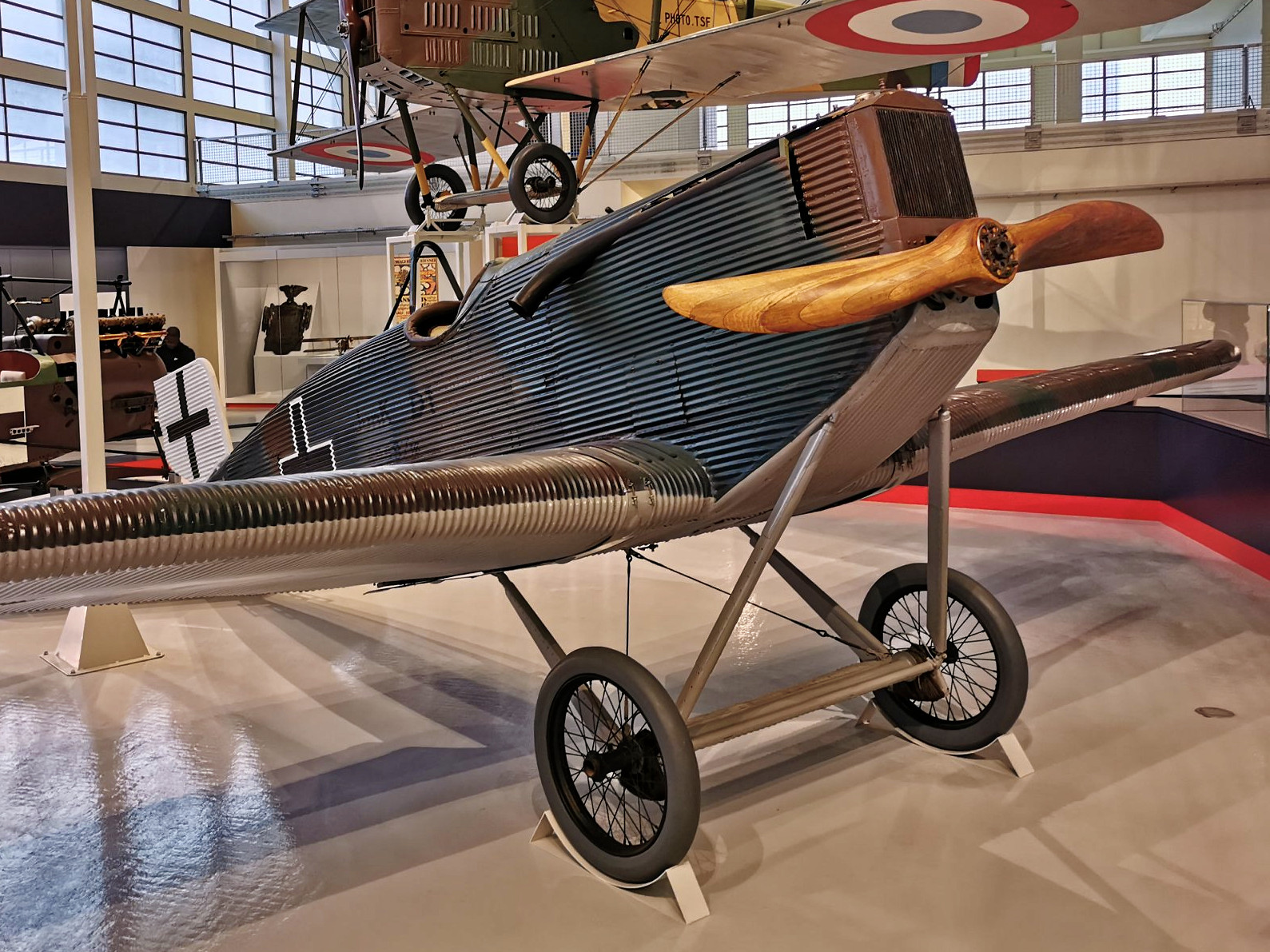
Junkers D.I v Musée de l'Air et de l'Espace

Data podle L+K

### Technické údaje
- Osádka: 1 pilot
- Rozpětí: 9,0 m
- Délka: 7,25 m
- Výška: 2,60 m
- Nosná plocha: 14,80 m²
- Hmotnost prázdného stroje: 654 kg
- Vzletová hmotnost : 834 kg
- Pohonná jednotka: 1 × šestiválcový řadový motor Mercedes D.IIIaü
- Výkon pohonné jednotky: 180 k (132 kW)

### Výkony
- Maximální rychlost: 240 km/h u země
- Výstup do 3000 m: 9 min 30 s
- Výstup do 5000 m: 24 min 36 s
- Dostup: 6000 m
- Vytrvalost: 1 hod 30 min

### Výzbroj
- 2 × synchronizovaný kulomet LMG 08/15 ráže 7,92 mm